# Nanghang K-8 Karokorum
Pour les articles homonymes, voir K-8.
Le Nanghang/PAC/Hongdu K-8 Karakorum est un avion d'entraînement à réaction biplace conçu en collaboration entre le Pakistan et la Chine. Il a fait son premier vol en 1990 et, dix ans plus tard, au moins 500 exemplaires avaient été construits pour une douzaine de pays utilisateurs.

## Historique
La conception du K-8 a commencé à la fin des années 1980. Le premier des 5 prototypes a fait son vol inaugural le 26 novembre 1990, équipé d'un réacteur AlliedSignal TFE731-2A d'origine américaine. Ils furent suivis à partir de 1994 par 15 exemplaires de présérie, dont 6 livrés au Pakistan. 
Entre-temps, à cause de l'embargo imposé après les manifestations de la place Tian'anmen (1989), le réacteur doit être remplacé par un Progress AI-25TL acheté en Ukraine. Un accord de construction sous licence a depuis été obtenu. Désigné WS-11, le nouveau moteur est certifié depuis 2003 et les avions qui en sont équipés sont désignés JL-11 par l'armée de l'air chinoise.
Le K-8 dispose de quatre points d'emports sous les ailes, pouvant recevoir chacun 250 kg de charge (bombes, missiles, roquettes, réservoirs, etc.). Il peut également recevoir un pod canon sous le fuselage. En 2006, l'Égypte a obtenu un accord de production sous licence de cet avion.

## Engagements
Il est employé lors de la guerre civile birmane par la force aérienne birmane. Un est abattu le 30 juin 2023, entrainant la mort de ses deux pilotes, et un autre s'écrase le 11 novembre 2023, l'équipage parvenant à s'éjecter. Le gouvernement déclare que l'accident est dû à un problème technique, mais les forces de la guérilla affirment l’avoir abattu.

## Utilisateurs

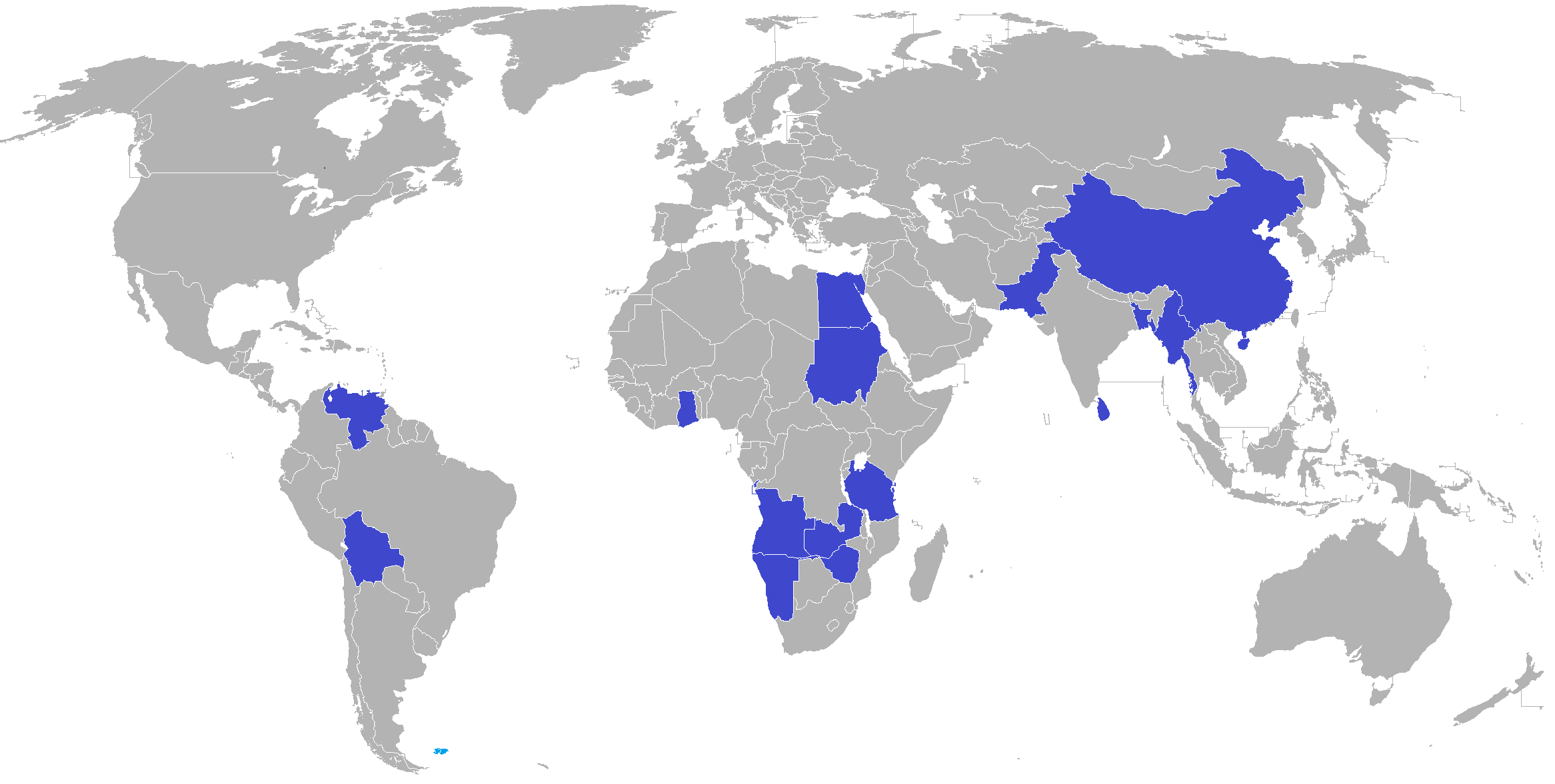
Utilisateurs du K-8.

- Bangladesh : 9 commandes. Les 8 premiers livrés en décembre 2014[6].
- Birmanie : 4 à 12 selon les sources plus 50 commandés en novembre 2009[7].
- Bolivie : 6[7] (2 détruits en date de 2021)
- Chine : 200
- Égypte : 120 K-8E[7]
- Ghana : 4[8],[7]
- Namibie : 4[7]
- Pakistan : 120[7]
- Soudan : 12 (commandé en 2005, 6 en service en 2008)[9],[10],[7]
- Sri Lanka : 6 (dont au moins 1 détruit par une attaque rebelle le 22 octobre 2007[11])
- Tanzanie : 6[7]
- Venezuela : 24 à commander en 2008[12]
- Zambie : 8[7]
- Zimbabwe : 12 (dont 1 détruit lors d'un accident le 5 septembre 2008[13])

## Variantes
- K-8 : désignation constructeur, variante de base propulsée par un réacteur Garett TFE731-2A.
- K-8E : désignation des avions produits pour l'Égypte.
- K-8P : désignation de la variante destinée au Pakistan, dotée d'une nouvelle avionique et d'un cockpit tout écran.
- JL-8 : désignation de l'armée de l'air chinoise (version initiale) propulsée par un réacteur Ivtchenko-Progress AI-25.
- L-11 : version équipée du réacteur Ivtchenko-Progress AI-25 produit sous licence en Chine.
- JL-8W (K-8W) : variante du JL-8 équipée d'un cockpit amélioré et d'un HUD destinée au Venezuela.
- JL-8VB (K-8VB) : désignation des JL-8W destinés à la Bolivie.

## Accidents
Le 5 septembre 2008, un K-8 de la force aérienne du Zimbabwe s'écrase au cours d'une sortie de routine près de la ville Gweru. Les deux pilotes sont tués. 
Le 21 juillet 2010, un K-8 de l'aviation nationale du Venezuela s'écrase quatre mois seulement après sa réception. Les deux pilotes s'éjectent et sont secourus.
Le 20 août 2011, deux K-8 zimbabwéens entrent en collision en plein vol alors qu'ils participent à un défilé aérien pour les funérailles du général Solomon Mujuru. Des pièces métalliques tombent non loin du lieu des funérailles, sans toutefois blesser quelqu'un. Les deux pilotes peuvent atterrir sains et saufs. 
Le 23 octobre 2012, l'équipage d'un Karakorum tanzanien perd le contrôle de son avion durant un atterrissage à l'aéroport international Julius-Nyerere. Les deux pilotes s'éjectent, mais l'un des deux est tué à l'impact. Le 27 novembre 2012, un K-8 appartenant à la force aérienne du Venezuela souffre d'un dysfonctionnement et s'écrase près de la base aérienne El Libertador, près de Maracay, dans l'État d'Aragua. Les deux pilotes s'éjectent et ne subissent que des blessures mineures. L'avion devait participer au spectacle aérien pour célébrer la Journée de l'aviation militaire bolivarienne, plus tard dans la journée.
Un avion bolivien est détruit en 2020, tuant ses deux pilotes. En mars 2021, un deuxième s'écrase sur une maison après l'éjection de ses pilotes, tuant une femme.
Le 6 février 2025, un K-8 de la Force aérienne du Zimbabwe s'écrase dans la province de Midlands. Le pilote est mort.

### Développement lié
- Avion d'entraînement

### Aéronefs comparables
- Aermacchi MB-339
- Aero L-39 Albatros
- BAE Hawk
- Soko G-4 Super Galeb
- HAL HJT-36 Sitara
- IA-63 Pampa (en)
- IAR 99